# Abderramán Brenes
Abderramán Brenes la Roche (22 oktober 1978) is een Puerto Ricaanse judoka. In 2008 deed hij mee aan de Olympische Zomerspelen in Peking, en werd 21ste in de klasse tot 81 kilogram.